# North-East
North-East is een van de negen districten van Botswana en ligt in het oosten van dat land. In het noorden en het oosten grenst North-East aan de provincie Matabeleland South van buurland Zimbabwe. In de andere richtingen grenst het aan het district Central. De hoofdstad van North-East is Francistown en heeft ongeveer 90 duizend2001 inwoners. Francistown is na Botswana's hoofdstad Gaborone tevens de grootste stad van het land.

## Subdistricten
- Francistown City
- North East

Central · Ghanzi · Kgalagadi · Kgatleng · Kweneng · North-East · North-West · South-East · Southern